# Good People (filme)
Good People (Brasil: Risco Imediato ) é um filme de suspense de ação produzido nos Estados Unidos e dirigido por Henrik Ruben Genz. Lançado em 2013, foi protagonizado por James Franco, Kate Hudson, Omar Sy, Tom Wilkinson e Sam Spruell.